# Kaettekita Mario Bros.
Kaettekita Mario Bros. (帰ってきたマリオブラザーズ, littéralement : Le retour de Mario Bros.) est un jeu vidéo de plate-forme sorti en 1988 sur Famicom Disk System. Ce jeu est une nouvelle version du jeu Mario Bros. apportant quelques améliorations et de nouvelles fonctionnalités.

## Différences avec le jeuMario Bros.
- Le gameplay est plus proche du jeu d'arcade original, par rapport à la version sortie sur Nintendo Entertainment System, et comprend également de nouveaux niveaux.
- Le joueur à la possibilité de changer de direction pendant un saut.
- Les graphismes et la musique (grâce à la puce sonore de la Famicom Disk System) sont améliorés par rapport aux versions d'arcade ou Famicom.
- Le joueur a la possibilité de sauvegarder son high score.
- Il y a plus de modes de jeu.